# Comuna Vrbnik, Primorje-Gorski kotar
Vrbnik este o comună în cantonul Primorje-Gorski kotar, Croația, având o populație de 1.260 de locuitori (2011).

## Demografie
Componența etnică a comunei Vrbnik
     Croați (95,95%)
     Bosniaci (1,98%)
     Necunoscut (0,24%)
     Neclasificat (1,67%)
Componența confesională a comunei Vrbnik
     Catolici (93,81%)
     Musulmani (3,17%)
     Necunoscută (1,11%)
     Alte religii (1,9%)
Conform recensământului din 2011, comuna Vrbnik avea 1.260 de locuitori. Din punct de vedere etnic, majoritatea locuitorilor (95,95%) erau croați, cu o minoritate de bosniaci (1,98%). Apartenența etnică nu este cunoscută în cazul a 0,24% din locuitori. Din punct de vedere confesional, majoritatea locuitorilor (93,81%) erau catolici, cu o minoritate de musulmani (3,17%). Pentru 1,11% din locuitori nu este cunoscută apartenența confesională.